# Soul Dressing
Soul Dressing är ett musikalbum av Booker T. & the M.G.'s utgivet 1965 på Stax Records. Albumet består av ett antal singlar som gruppen hade givit ut sedan 1963, men där ingen blivit någon större hit. Låten "Chinese Checkers" var den som gått bäst med placering 78 på amerikanska singellistan, medan titelspåret hade nått plats 95. Albumet blev långt ifrån lika framgångsrikt som föregångaren Green Onions.

## Låtlista
(låtar utan angiven upphovsman skrivna av Steve Cropper, Al Jackson, Jr. , Booker T. Jones, och Lewie Steinberg)
1. "Soul Dressing" – 2:28
2. "Tic-Tac-Toe" – 2:34
3. "Big Train" – 2:32
4. "Jellybread" – 2:32
5. "Aw' Mercy" – 2:38
6. "Outrage" (William Allan, Cropper, Jackson, Jr., Steinberg) – 2:35
7. "Night Owl Walk" – 3:14
8. "Chinese Checkers" – 2:29
9. "Home Grown" – 3:14
10. "Mercy Mercy" (Don Covay, Ronald Alonzo Miller) – 2:36
11. "Plum Nellie" – 2:07
12. "Can't Be Still" – 1:59

## Fotnoter
1. ↑  http://www.billboard.com/music/booker-t-the-mgs/chart-history/hot-100/